# Olaf Kappelt
Hans Olaf Kappelt (* 28. März 1953 in Altdöbern) ist ein deutscher Publizist, Historiker und Politiker (AfD). Kappelt war Büroleiter des Bundestagsabgeordneten Jörn König.

## Leben
Kappelt studierte an der Fachhochschule Bielefeld Sozialwesen und engagierte sich in der europäischen Jugendbewegung. Dort trat er für eine Überwindung der Spaltung Deutschlands ein. 1977 war er der Initiator des Brüsewitz-Zentrums zur Förderung der Bürgerrechtsbewegung in der DDR. Nach der Veröffentlichung des Braunbuchs DDR im Jahr 1983 wurde er durch eine Sondereinheit des Ministeriums für Staatssicherheit (Stasi) verfolgt.
Von 1977 bis 1982 war Kappelt Leiter einer außerschulischen Jugend- und Erwachsenenbildungsstätte in Bad Oeynhausen, anschließend Kreis- und Fraktionsgeschäftsführer der Bremerhavener CDU. 1986 wechselte er nach Würzburg, wo er Kirchengeschichte, Staatsrecht und Soziologie studierte und 1997 mit einer Arbeit zur Entnazifizierung in der SBZ sowie zum Einfluss ehemaliger Nationalsozialisten in der DDR bei Lothar Bossle promoviert wurde.
In den 1990er Jahren lebte Kappelt in Rothenburg ob der Tauber, wo er ein Mittelalter-Restaurant betrieb und das traditionsreiche „Hotel Bären“ führte, bis es 2000 Konkurs anmelden musste. Vor dem Oberverwaltungsgericht in München erstritt er damals eine Änderung des Bebauungsplans der Rothenburger Altstadt.
In Berlin führte Kappelt Stadtführungen im Kostüm Friedrich des Großen durch.
Kappelt war Mitglied im Verband deutscher Schriftstellerinnen und Schriftsteller (VS) und von 2014 bis 2017 im Vorstand des VS Berlin. Kappelts AfD-Mitgliedschaft veranlasste Astrid Vehstedt, die Vorsitzende des VS Berlin, im Februar 2017 zum Rücktritt. Drei weitere Mitglieder des Vorstands folgten im April, wodurch der Vorstand aufgelöst wurde. Nach der Neuwahl gehörte er demselben nicht mehr an.
Kappelt war zudem Gründungsmitglied des Autorenkreises Historischer Roman Quo Vadis. Seit Mai 2015 gehört er dem PEN-Zentrum Deutschland an und war zwischen Mai 2015 und Februar 2018 Mitglied der ver.di-Bundeskommission Selbstständige (BKS). Von 2015 bis 2017 hatte er einen Lehrauftrag für „Macht und Literatur“ an der Universität Potsdam. Anschließend war Kappelt von 2017 bis 2021 als wissenschaftlicher Mitarbeiter im Deutschen Bundestag tätig.

## Politik
Politisch war Olaf Kappelt zunächst ab 1969  Mitglied der CDU und ab 1975 gleichzeitig auch der CSU. Von 1983 bis 1986 war Kappelt in Bremerhaven als Geschäftsführer des CDU-Kreisverbandes und der CDU-Stadtverordnetenfraktion tätig. Nach Vorwürfen, Telefonate unter anderem mit dem CDU-Landesvorsitzenden Bernd Neumann heimlich aufgezeichnet und 52 überzählige und damit dubiose Stimmzettel einer Kreisvorstandswahl zunächst zu einem Anwalt und erst dann zur Parteigeschäftsstelle getragen zu haben, wurde Kappelt gekündigt. Er trat daraufhin aus der CDU aus und blieb noch bis 2015 Mitglied der CSU. 
Seit 2016 engagiert sich Olaf Kappelt für die AfD, in der er verschiedene Ämter innehat. 2019 war er wenige Monate Fraktionsvorsitzender der AfD im Kreistag Oberspreewald-Lausitz, bevor er sein Mandat wegen falscher Angaben hinsichtlich seines Wohnsitzes verlor. Die von Kappelt als Lebensmittelpunkt angegebene Örtlichkeit entpuppte sich nach Feststellungen der Kreiswahlleiterin als ein unbewohnbares Schuppengebäude mit defekter Elektrik und fehlendem Abwasseranschluss. Aus dem gleichen Grund wurden Kappelt seine Sitze in der Stadtverordnetenversammlung Senftenberg und im Ortsbeirat Hosena aberkannt.
Im Herbst 2020 wurde Kappelt zum Direktkandidaten der AfD zur Bundestagswahl am 26. September 2021 im Wahlkreis Cuxhaven – Stade II gewählt. Im Juni 2021 wählte ihn der Bremer Landesverband der AfD zum Listenführer für die Landesliste für die Bundestagswahl 2021. Der Landeswahlausschuss wies die Landesliste jedoch am 30. Juli 2021 zurück, weil die von der Aufstellungsversammlung bestimmte Schriftführerin sich weigerte, gegenüber dem Landeswahlleiter eidesstattlich zu versichern, dass die Anforderungen des Bundeswahlgesetzes beachtet worden sind. Die Schriftführerin begründete dies unter anderem damit, Kappelt habe die Versammlung nicht informiert, dass gegen ihn in Brandenburg ein Parteiausschlussverfahren eingeleitet worden sei. Auf die Beschwerde der AfD hin hob der Bundeswahlausschuss am 5. August 2021 die Entscheidung des Bremer Landeswahlausschusses auf und ließ die Landesliste mit Kappelt auf Platz 1 doch noch zur Bundestagswahl zu.
Bei der Kommunalwahl am 12. September 2021 wurde Kappelt in den Stadtrat von Cuxhaven gewählt. Das Mandat wurde ihm jedoch wieder aberkannt. „Die Stadt Cuxhaven hat Herrn Kappelt von Amts wegen abgemeldet“, erklärte Oberbürgermeister und Wahlleiter Uwe Santjer (SPD) am 20. September 2021 im Gemeindewahlausschuss. Aus Sicht der Stadt hat Kappelt somit seine Wählbarkeit verloren. Doch weil er Widerspruch gegen die Entscheidung der Stadt eingelegt hat, kann sie den Status und damit auch den Ratssitz von Olaf Kappelt bislang nicht aberkennen. Vor dem Oberverwaltungsgericht wird geklärt, ob er in Cuxhaven wohnt oder nicht. Der Ratssitz ist schon vor längerer Zeit aberkannt worden. Im April 2022 wurde Kappelt zum Co-Kreisvorsitzenden des AfD-Kreisverbandes Cuxhaven gewählt. Im Sommer 2023 gab er das Amt als Co-Kreisvorsitzender auf.
Am 11. Dezember 2023 führte Kappelt mit Perücke verkleidet und unter dem Vornamen „Hans“ vor laufenden ZDF-Kameras beim Dreh einer Dokumentation ein Bewerbungsgespräch mit Sabine Zimmermann, die damals den Parteiaufbau des Bündnis Sahra Wagenknecht koordinierte. Kappelt wurde kurze Zeit später in einer WhatsApp-Gruppe enttarnt.

## Schriften
Autor
- Braunbuch DDR – Nazis in der DDR. 1. Auflage 1981; 2. erweiterte und völlig überarbeitete Neuauflage mit einem Vorwort von Günter Schabowski. Berlin-historica Verlag, Berlin 2009, ISBN 978-3-939929-12-3.
- Ungarische Tragödie ’56. Universitas, München 1986.
- Die Entnazifizierung in der SBZ sowie die Rolle und der Einfluß ehemaliger Nationalsozialisten in der DDR als ein soziologisches Phänomen. Kovač, Hamburg 1997.
- Der Bär zu Rothenburg ob der Tauber. Eines der ältesten Wirtshäuser Deutschlands. Homilius, Berlin 2000 (auch in japanischer Übersetzung).
- Spaziergang mit Friedrich dem Großen. BHV Berlin historica, Oktober 2006, Neuauflage Februar 2008, ISBN 978-3-939929-10-9.
- Friedrich der Große: Meine Koch- und Küchengeheimnisse. 1. Auflage 2006, 2. Auflage 2009, Berlin-historica Verlag, ISBN 978-3-939929-13-0.
- Als Neuenburg und Valangin noch bei Preussen waren, vor 300 Jahren: Die Geschichte des Schweizer Fürstentums, wiederentdeckt und neuerzählt vom Alten Fritz. Mit Karikaturen von Alois Kuhn, BHV Berlin historica, Dezember 2007 (2. Auflage Februar 2008), ISBN 978-3-939929-08-6.
- Berlin Kalender Friedrichs des Großen. Trilogie Kalendarium Fridericianum Band 1. Berlin-historica Verlag, Berlin 2011, ISBN 978-3-939929-15-4.
- Potsdam Kalender Friedrichs des Großen. Trilogie Kalendarium Fridericianum Band 2. Berlin-historica Verlag, Berlin 2011, ISBN 978-3-939929-16-1.
- Reise Kalender Friedrichs des Großen. Trilogie Kalendarium Fridericianum Band 3. Berlin-historica Verlag, Berlin 2011, ISBN 978-3-939929-17-8.
- Russisch für Verliebte – Deutsch für Verliebte: Eine Anleitung zum Flirten zwischen Russen und Deutschen. Von Olaf Kappelt (Autor), Alois Kuhn (Illustrator), Ekaterina Galeeva (Übersetzer). BHV Berlin historica, Berlin 2016, ISBN 978-3-939929-18-5.

Herausgeber
- Von Troja nach Berlin. BHV Berlin historica, November 2006, ISBN 978-3-939929-04-8.
- Rokoko-Geschichten. Jokers in der Verlagsgruppe Weltbild, Augsburg 2010, ISBN 978-3-86800-384-0.

Artikel
- Mein „Weihnachtsgeschenk“ an Erich Mielke. In Horch und Guck 40/2002.